# Musée national des Arts et Traditions populaires (Alger)
Pour les articles homonymes, voir Musée national des Arts et Traditions populaires.
Le musée national des Arts et Traditions populaires (MNATP) occupe à Alger le palais dit Dar Khedaoudj el Amia datant du XVIe ou du XVIIIe siècle et situé dans la basse Casbah. Le palais connaîtra plusieurs propriétaires avant d'être érigé Musée national le 29 septembre 1987.

## Histoire
Le musée national des Arts et Traditions populaires, occupe un palais bâti vers 1570 par Ramdane Pacha. En 1783, le palais fut loué au riche négociant en blé Michel Cohen Bacri. Vers 1789, il devint la propriété de Hassan Khaznadji, trésorier du Dey Mohamed Ben Othmane, qui l'acheta pour en faire don à sa fille Khedaoudj. Après la mort de celle-ci, sa nièce et son neveu, N'fissa et Omar, héritèrent le palais.
Après la Conquête de l'Algérie par la France en 1830, l'État français en prit possession et, après avoir indemnisé les héritiers, en fait la première mairie d'Alger. En 1860, la partie ouest du palais fût transformée à l'occasion de la visite de l'impératrice Eugénie, à laquelle Aziza Bacri, la petite-fille de Michel Cohen Bacri, servit d'interprète. C'est sans doute à cette époque que toute la partie ouest fut agrandie. Le palais a connu plusieurs transformations et occupations jusqu'en 1939, date à laquelle il fut affecté au service de l'artisanat. En 1961, il devient Musée des Arts populaires. Par décret No 87-215 du 29 septembre 1987, il est érigé en Musée national des Arts et Traditions populaires,.

## Collections

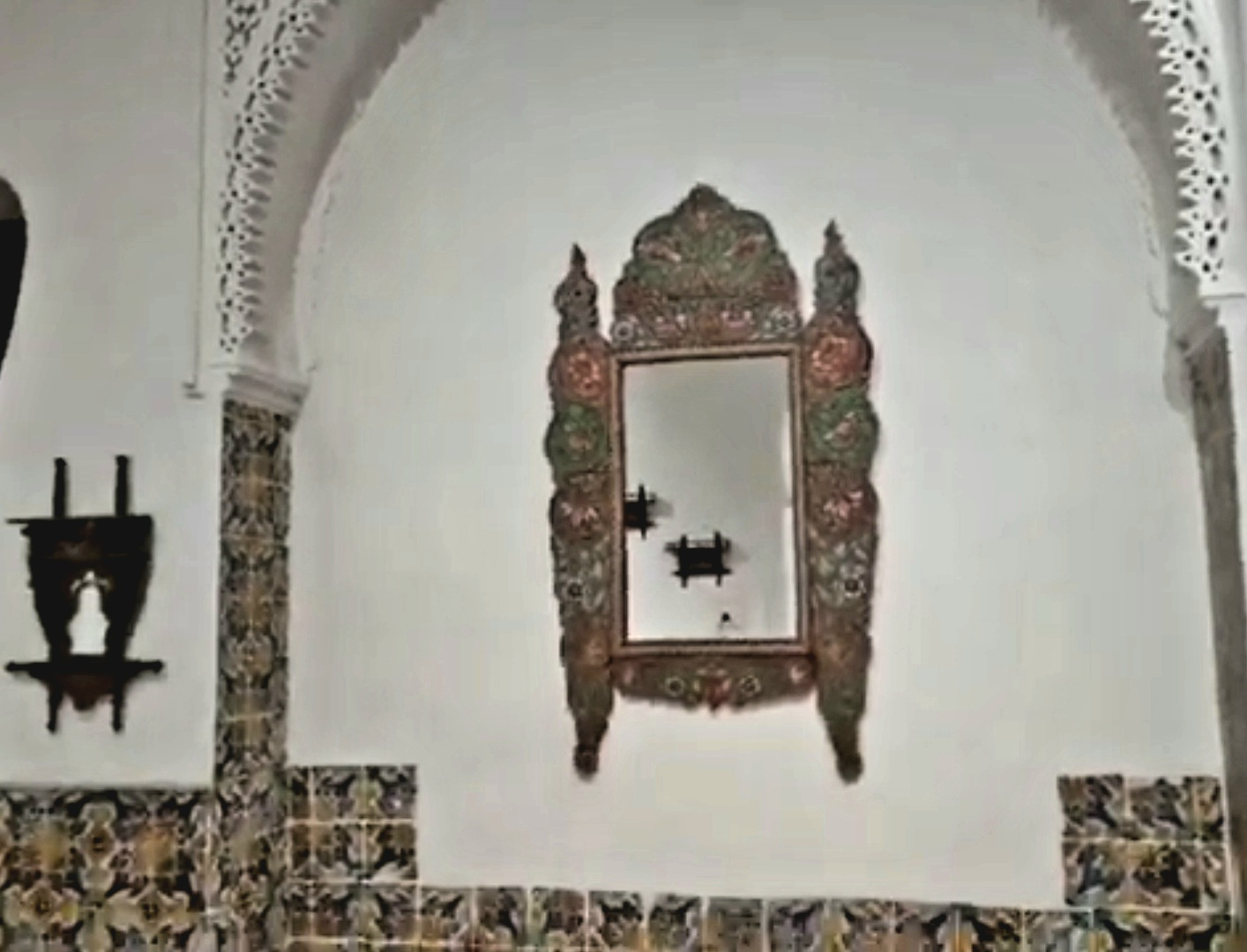
Miroir exposé au musée.

Le musée a pour vocation de faire découvrir le patrimoine rural et traditionnel de l'Algérie. Les œuvres conservées au musée sont celles consacrées à la vie quotidienne telles que des vêtements, des bijoux, des tapis, des poteries, vannerie, orfèvrerie, céramiques, broderies, dinanderie, miniatures, mobilier ainsi que plusieurs autres pièces exceptionnelles de l'artisanat algérien. En plus des objets ethnographiques, le musée conserve un fonds documentaire photographique de plus 20 000 réparties entre photographies anciennes et clichés noir et blanc.
En plus de ces dépôts, une politique d'acquisition, sous forme d'achats et de donations est engagée par le musée. En 2008, le fonds patrimonial du musée été estimé à plus de 2 000 objets. Pour l’année 2007, le musée a acquis 100 objets dont 75 ont été achetés et 25 reçus comme donation, tandis pour l’année 2006, le musée a acquis 84 objets dont 59 objets achetés et 25 objets reçus comme dons.
On y trouve, des fioles en cuivre avec des inscriptions en argent, des marteaux pour casser le sucre, des coffrets en argent présentant une décoration de volutes se terminant par des granulés, des tissages très colorés aux motifs géométriques de la région de Boussaâda (Wilaya de M'Sila), des tapis de Chechar (Wilaya de Khenchela), des poteries de la région de Taher (Wilaya de Jijel) et des Aurès, des tapis à points noués de la région de Babar (Wilaya de Khenchela), des bijoux, vêtements traditionnels et meubles algérois, des instruments de musique, des bijoux de Tlemcen, de la Kabylie et de Médéa, des tapis d'Adrar et de la Nememcha, des tissus d'ameublement tissés en fils de soie du M'zab, des costumes, des broderies, des poteries et des ustensiles targuis, kabyles ou des Aurès, des bagues en argent de Timimoun et Tamanrasset, des fibules de Sétif et d'El Bayadh, des Caftans algériens de Tlemcen et d'Alger.
Une des pièces du musée est dédiée aux miroirs, des objets finement travaillés et ornés. Parmi eux, figurerait celui qui aurait causé la cécité de la princesse khadijah khaznadji dite Khedaoudj,.

## Directeurs successifs du musée
- Aïcha Aziza Amamra
- Farida Bakouri

## Galerie

Quelques objets exposés au musée
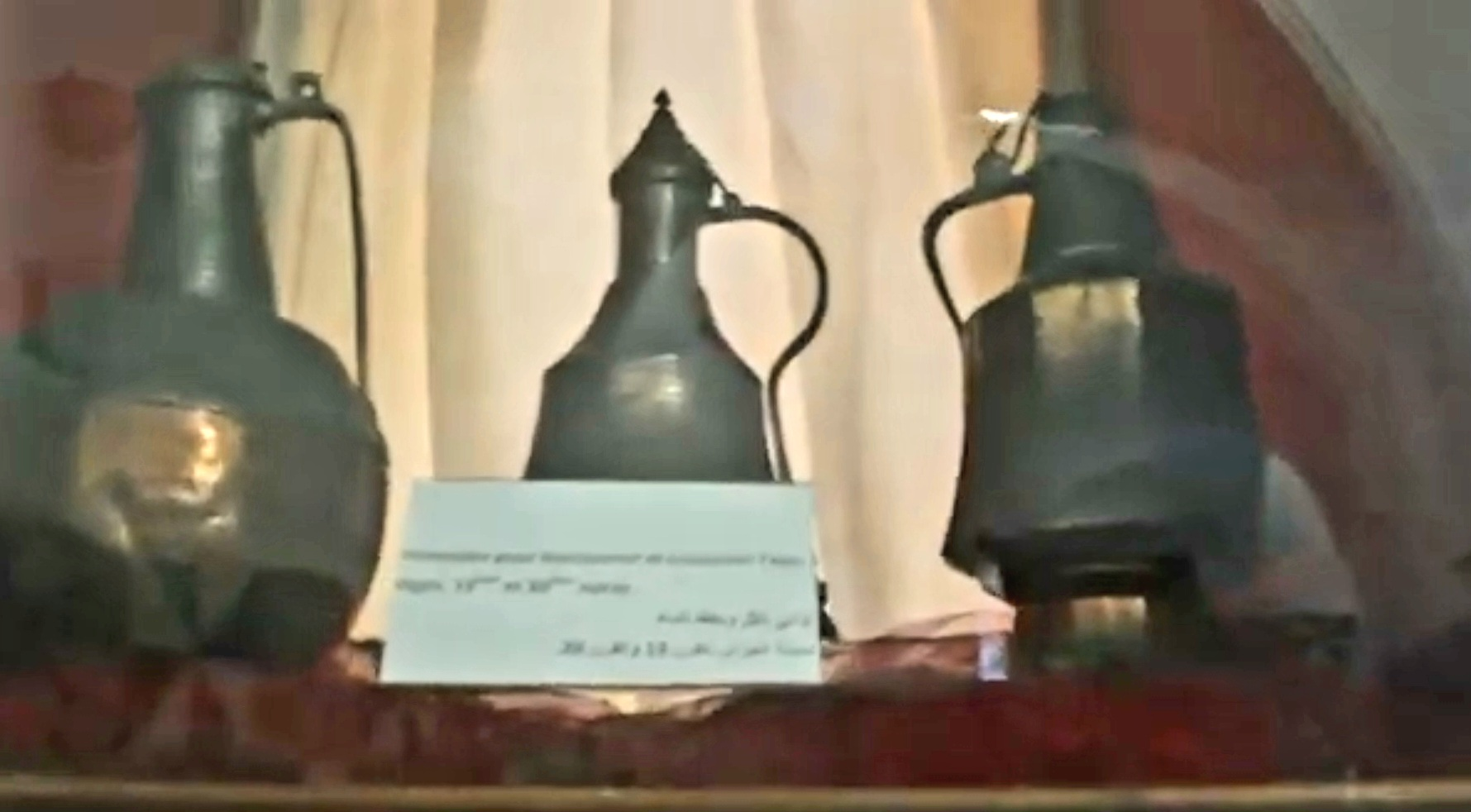
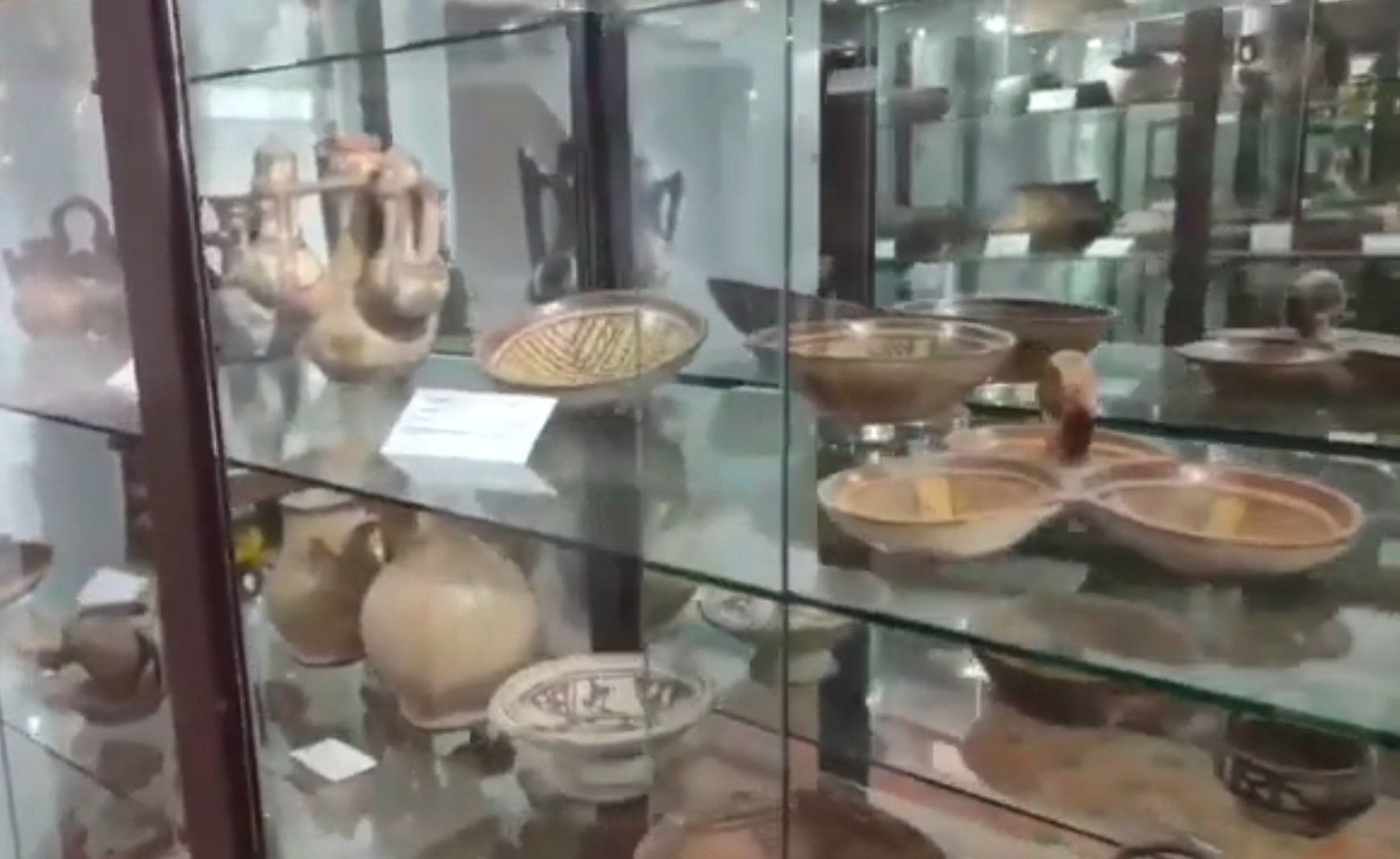
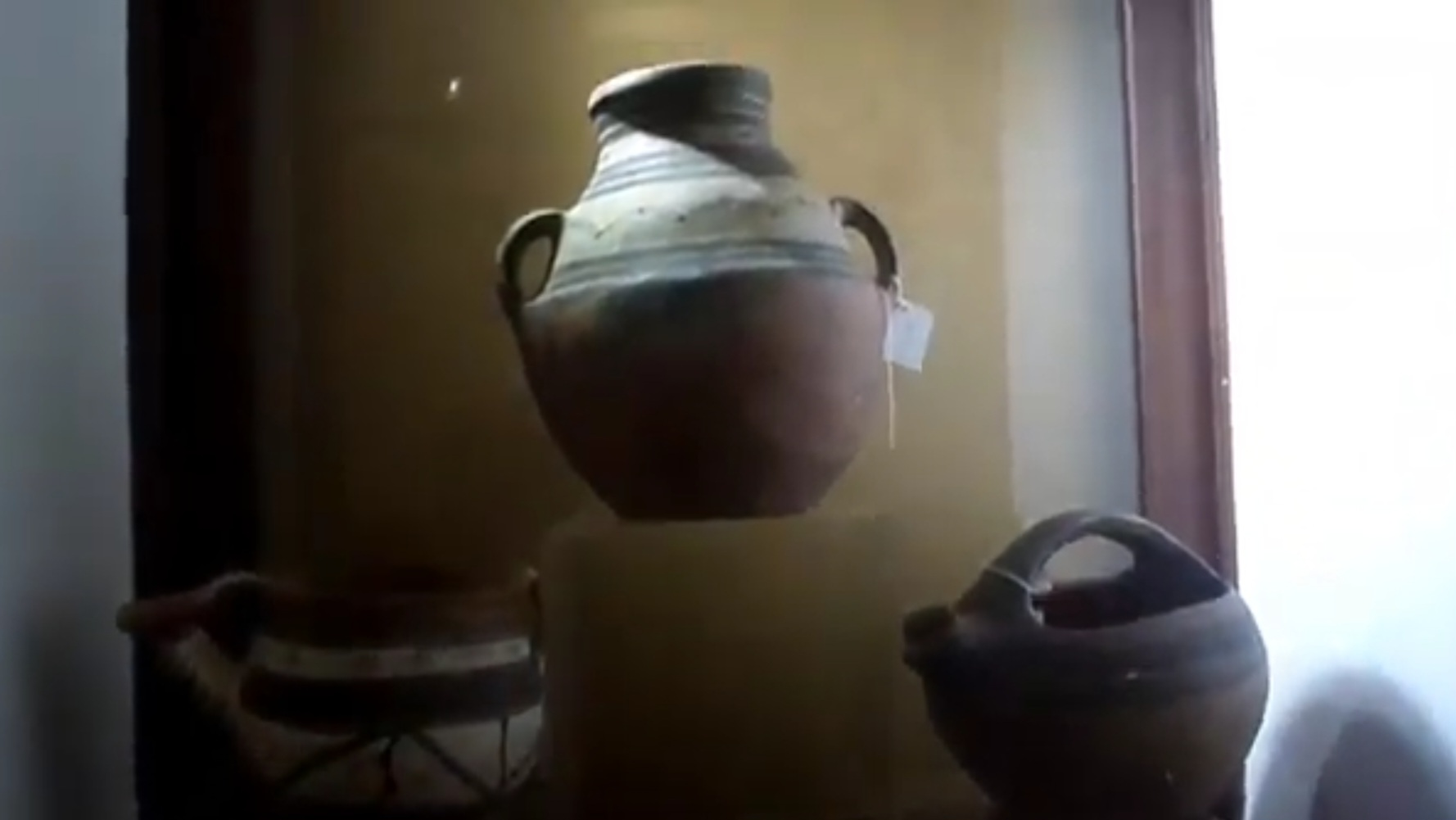
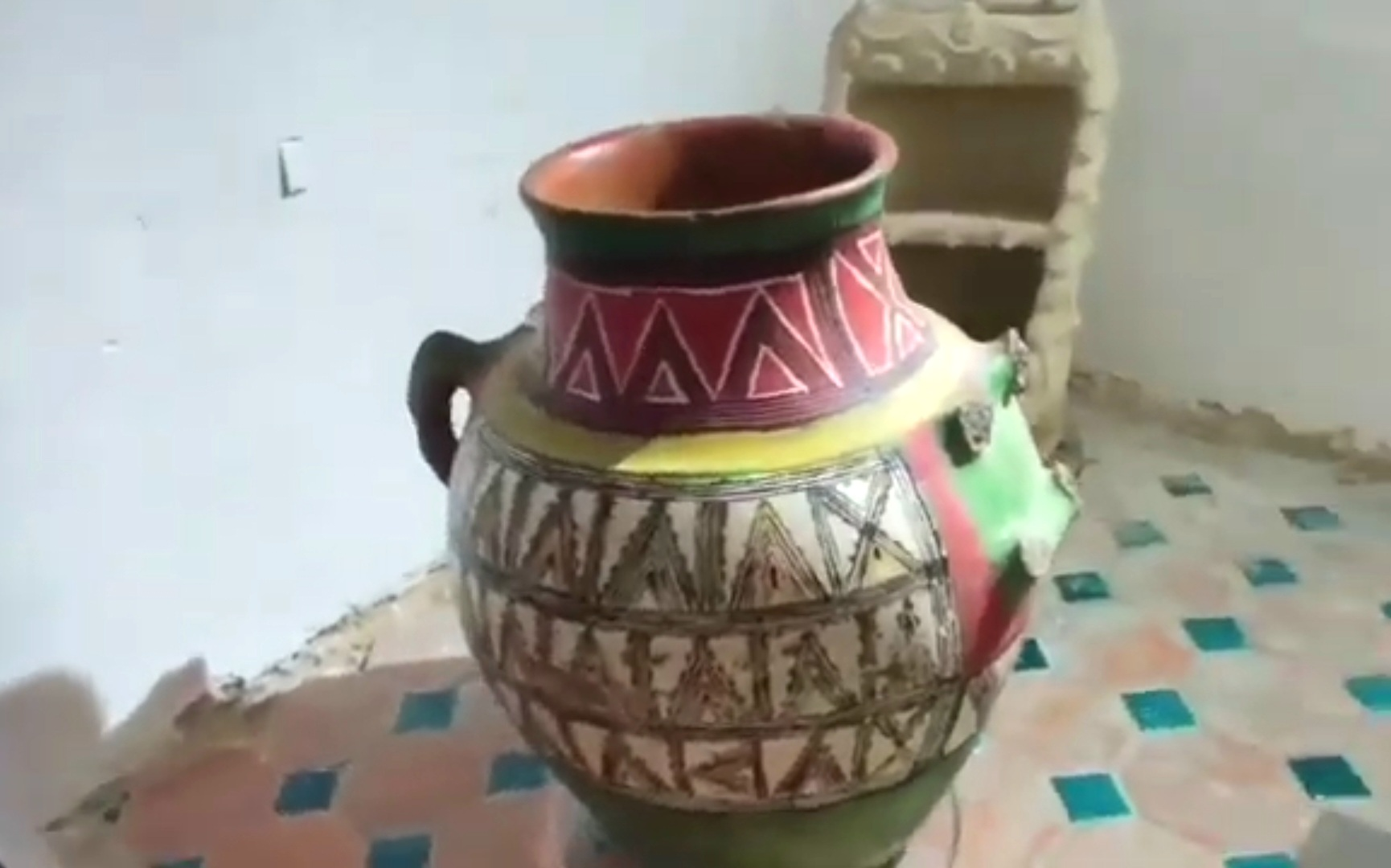
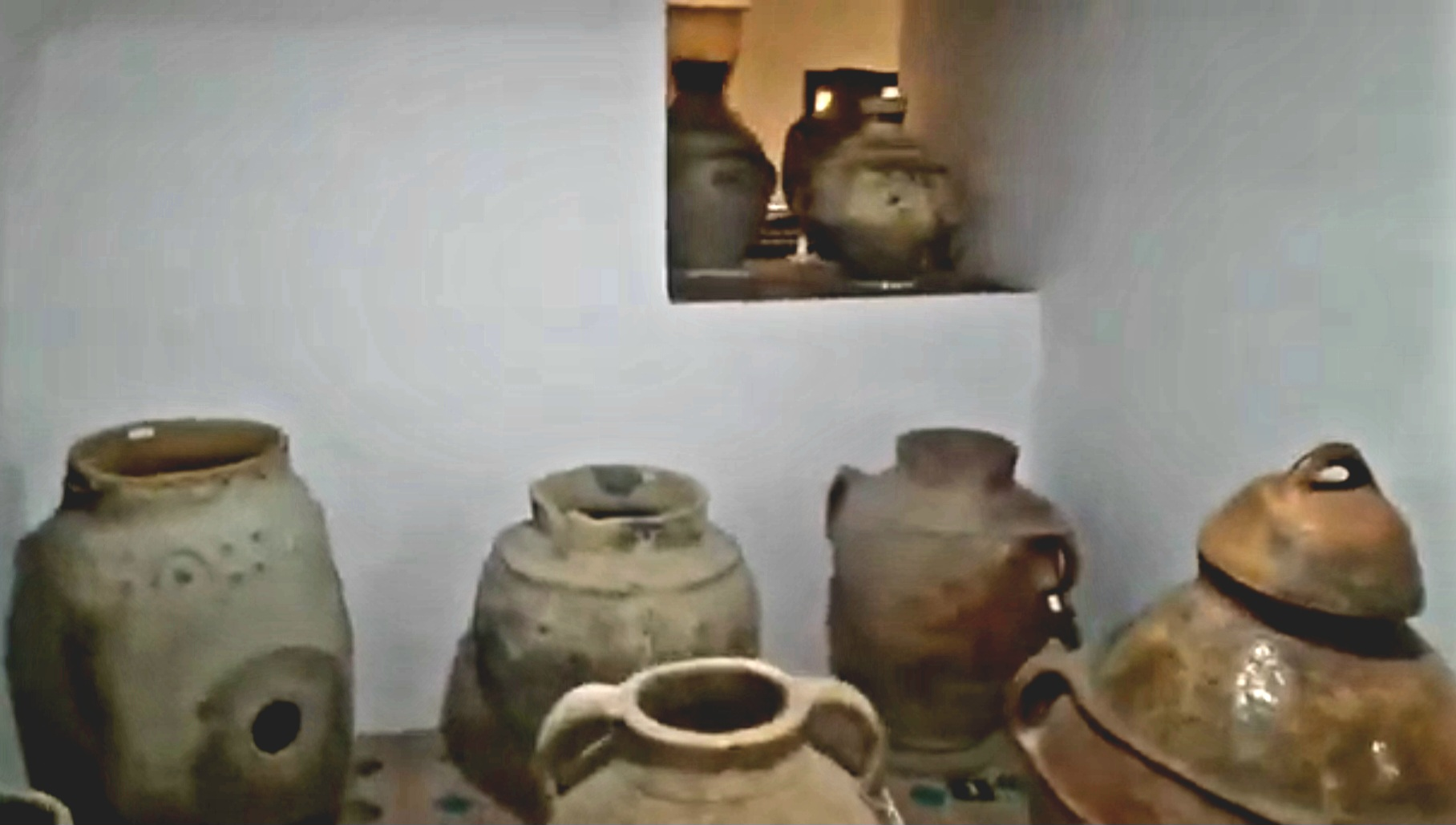
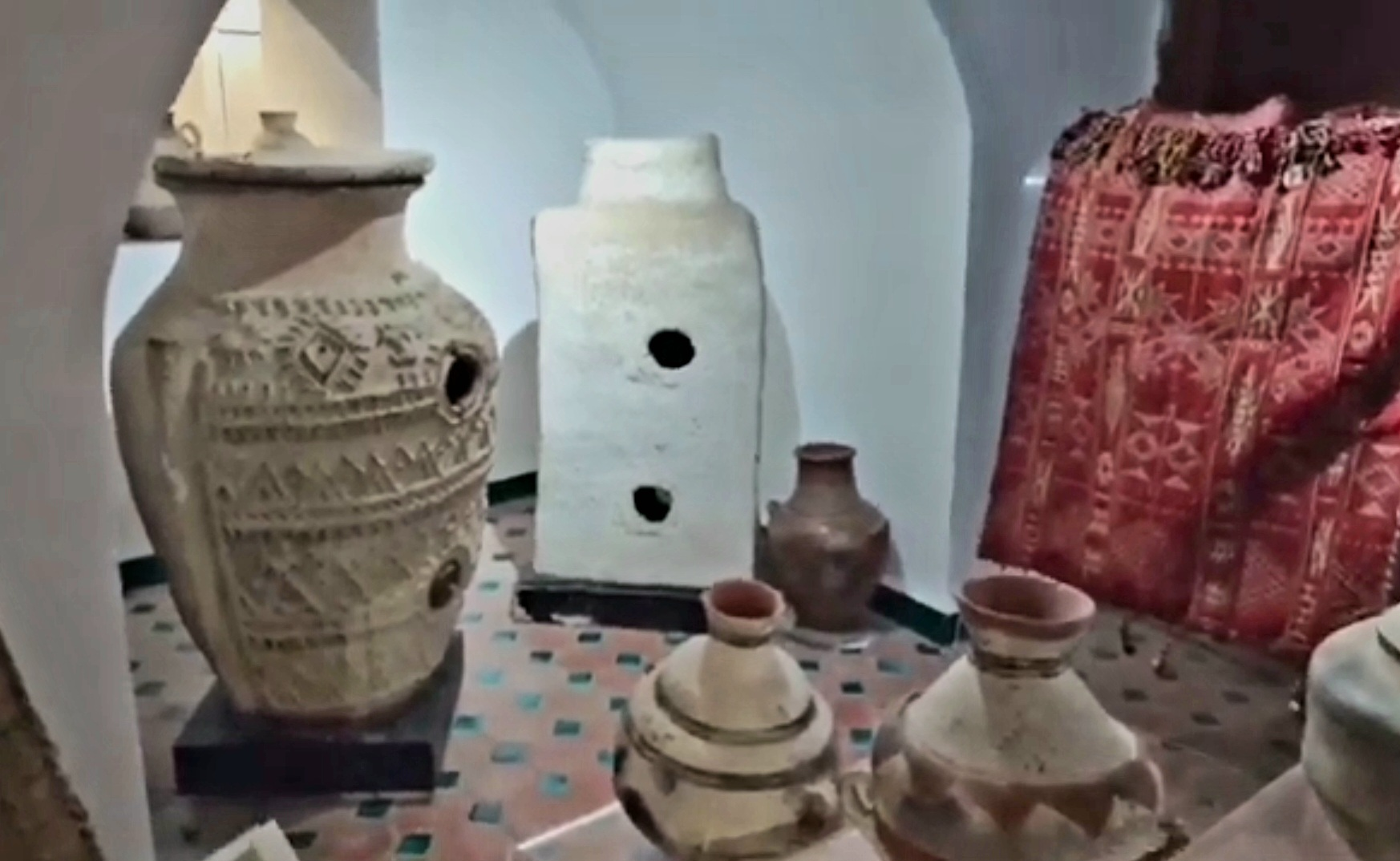
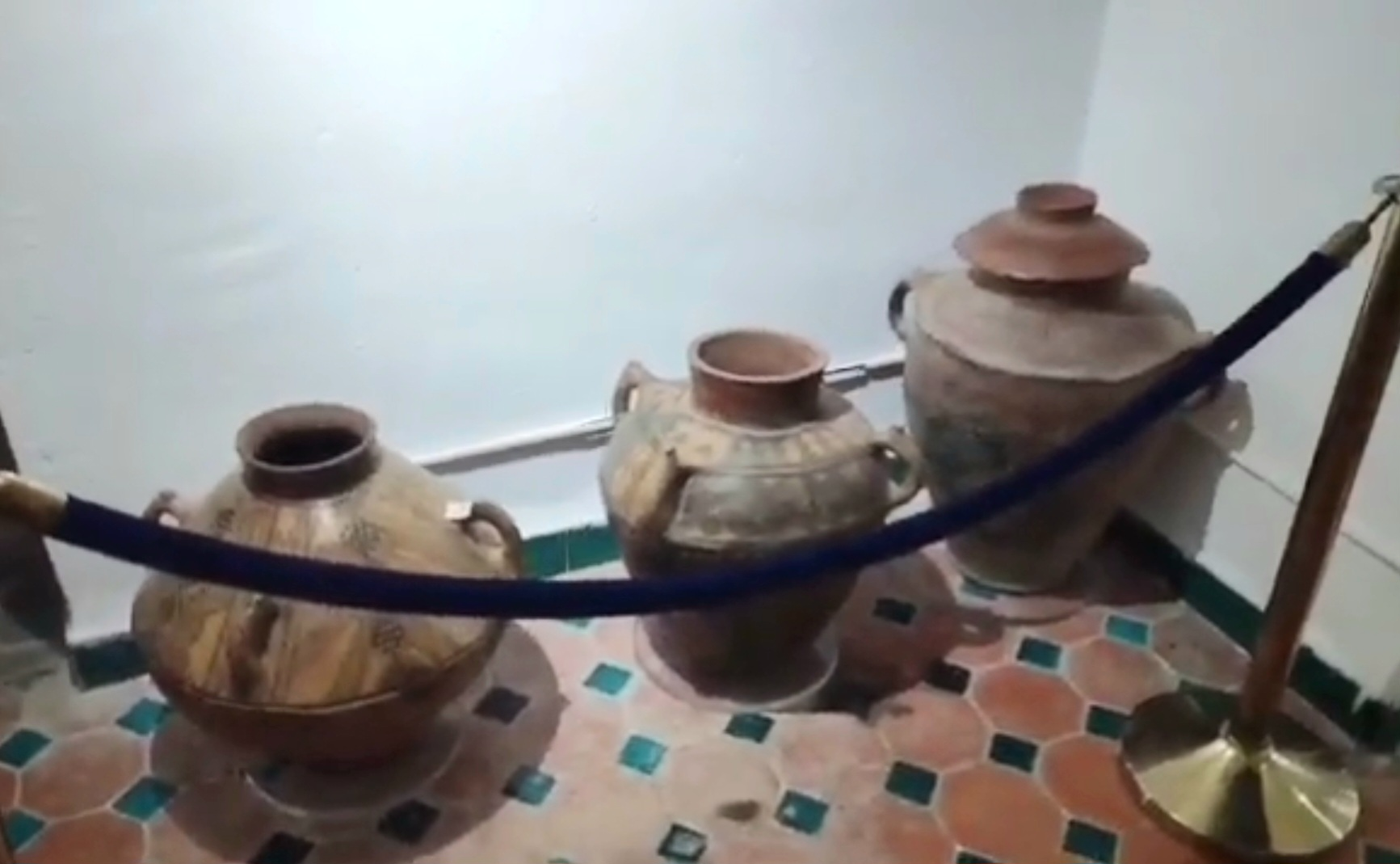
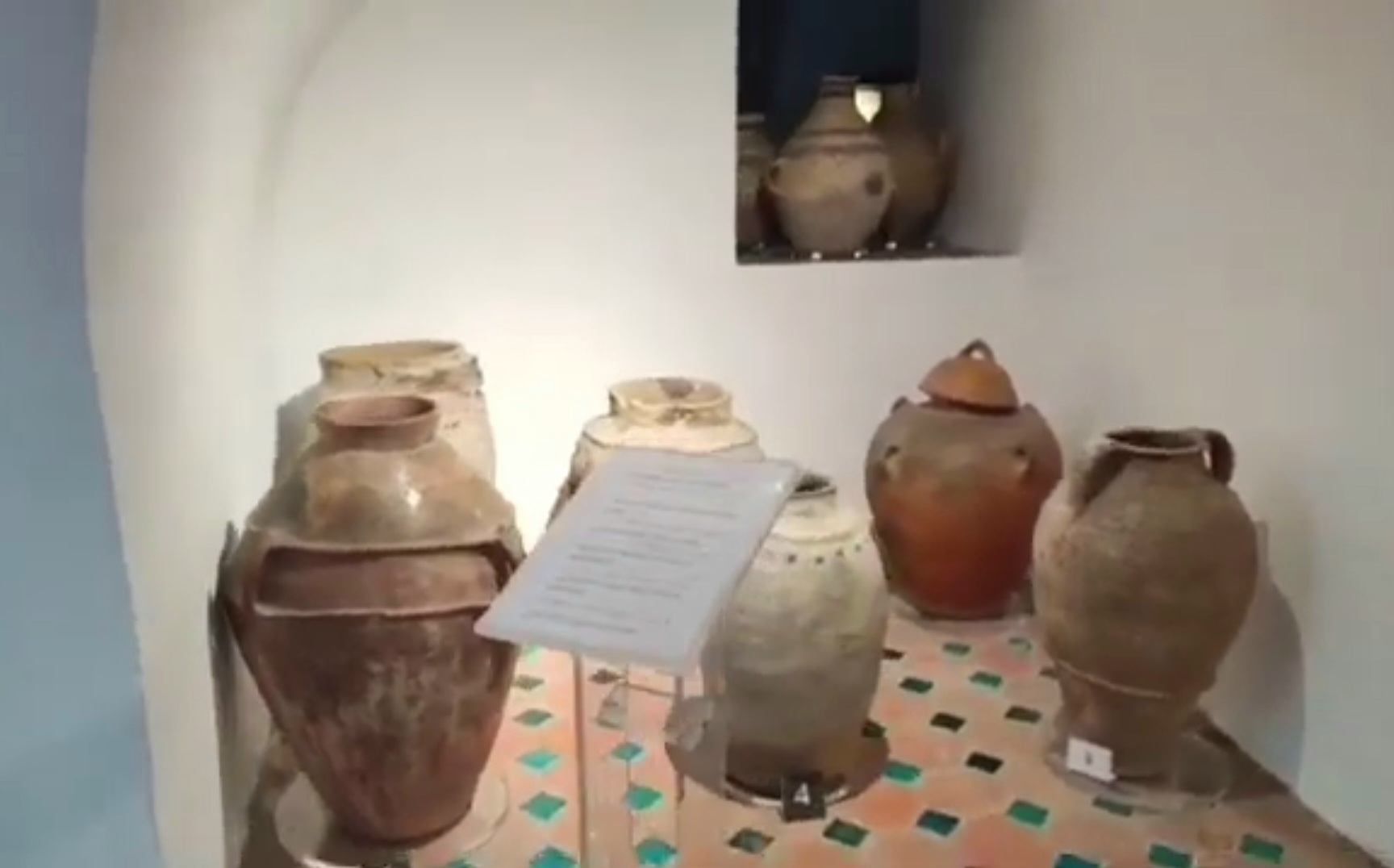
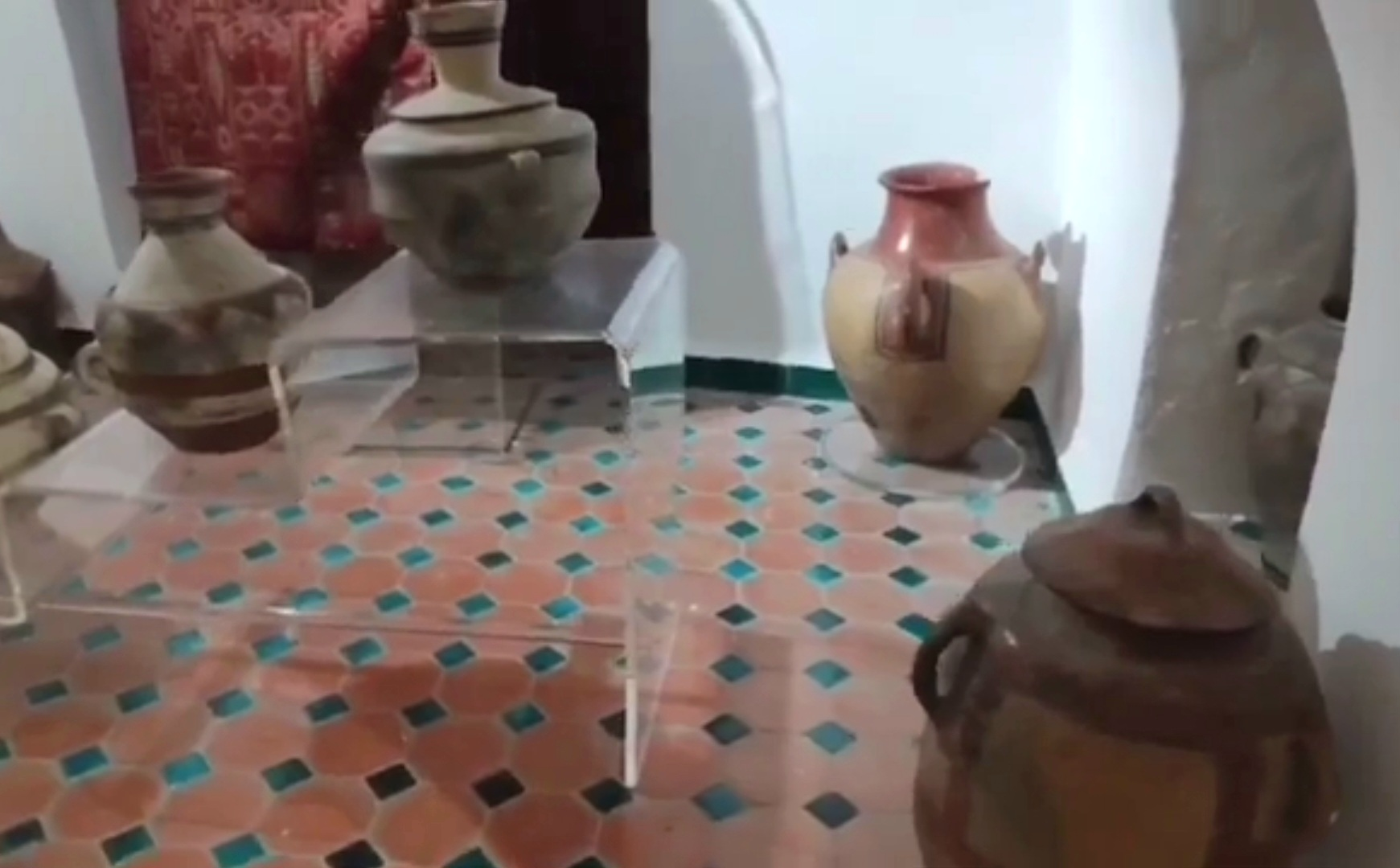
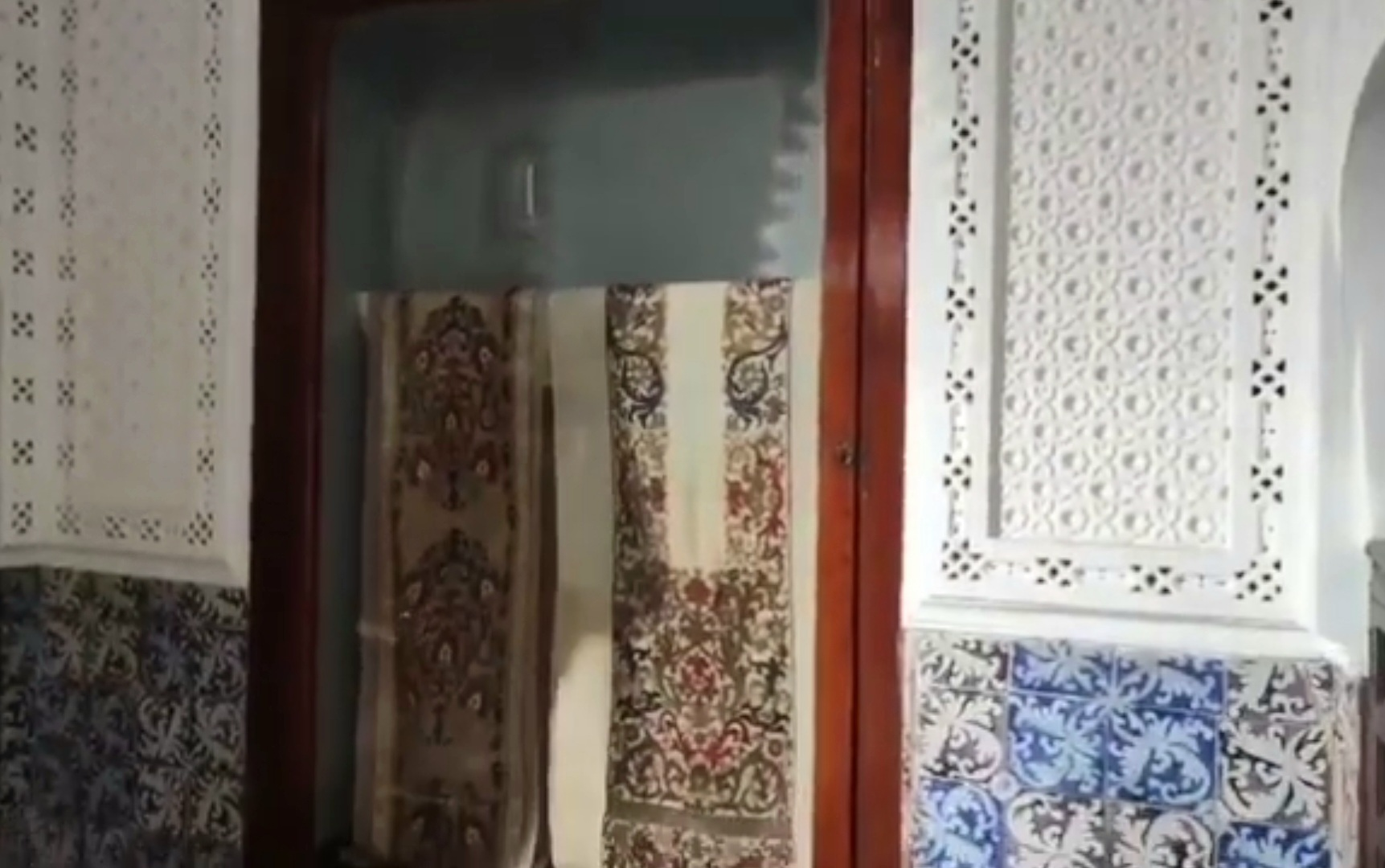
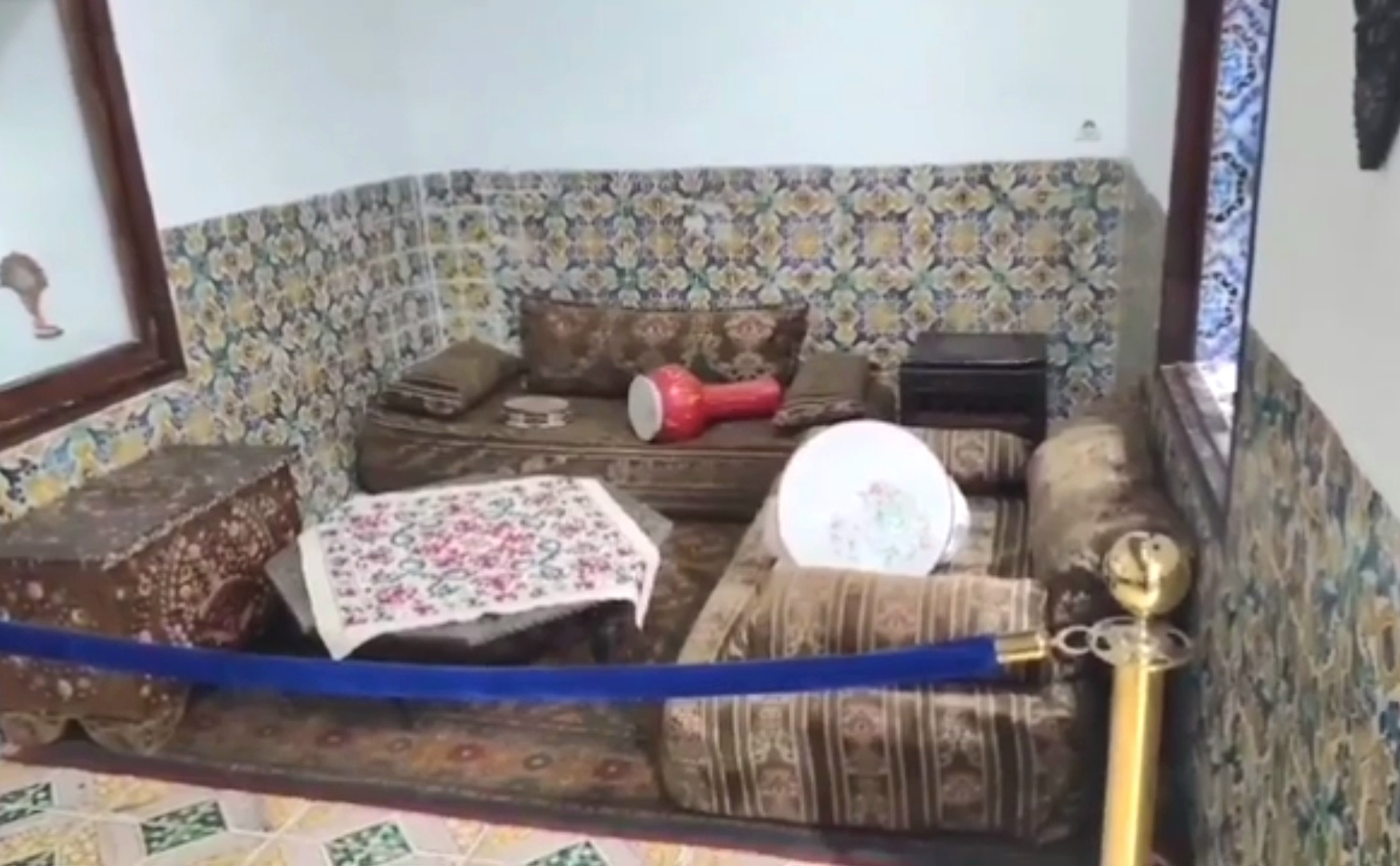
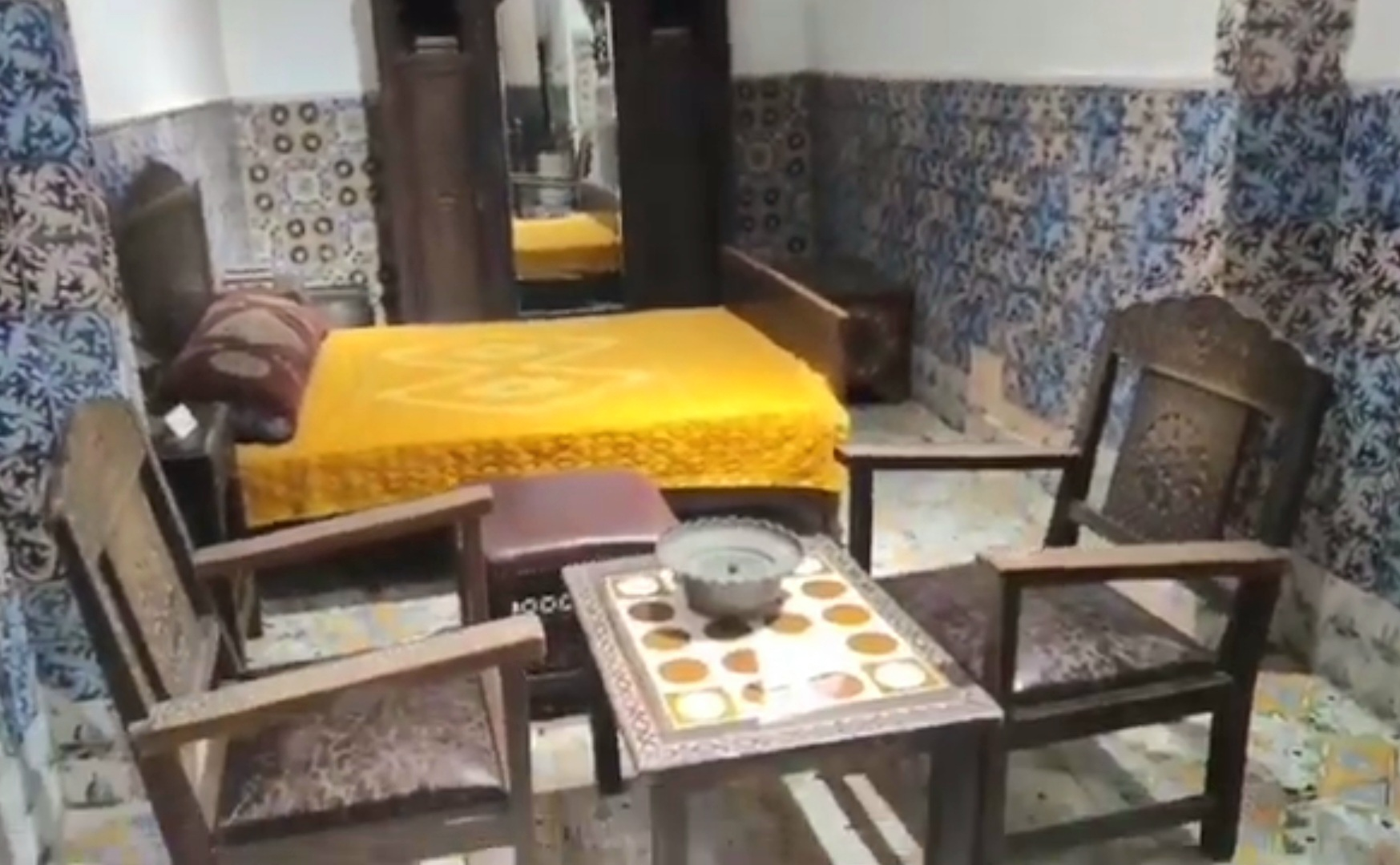
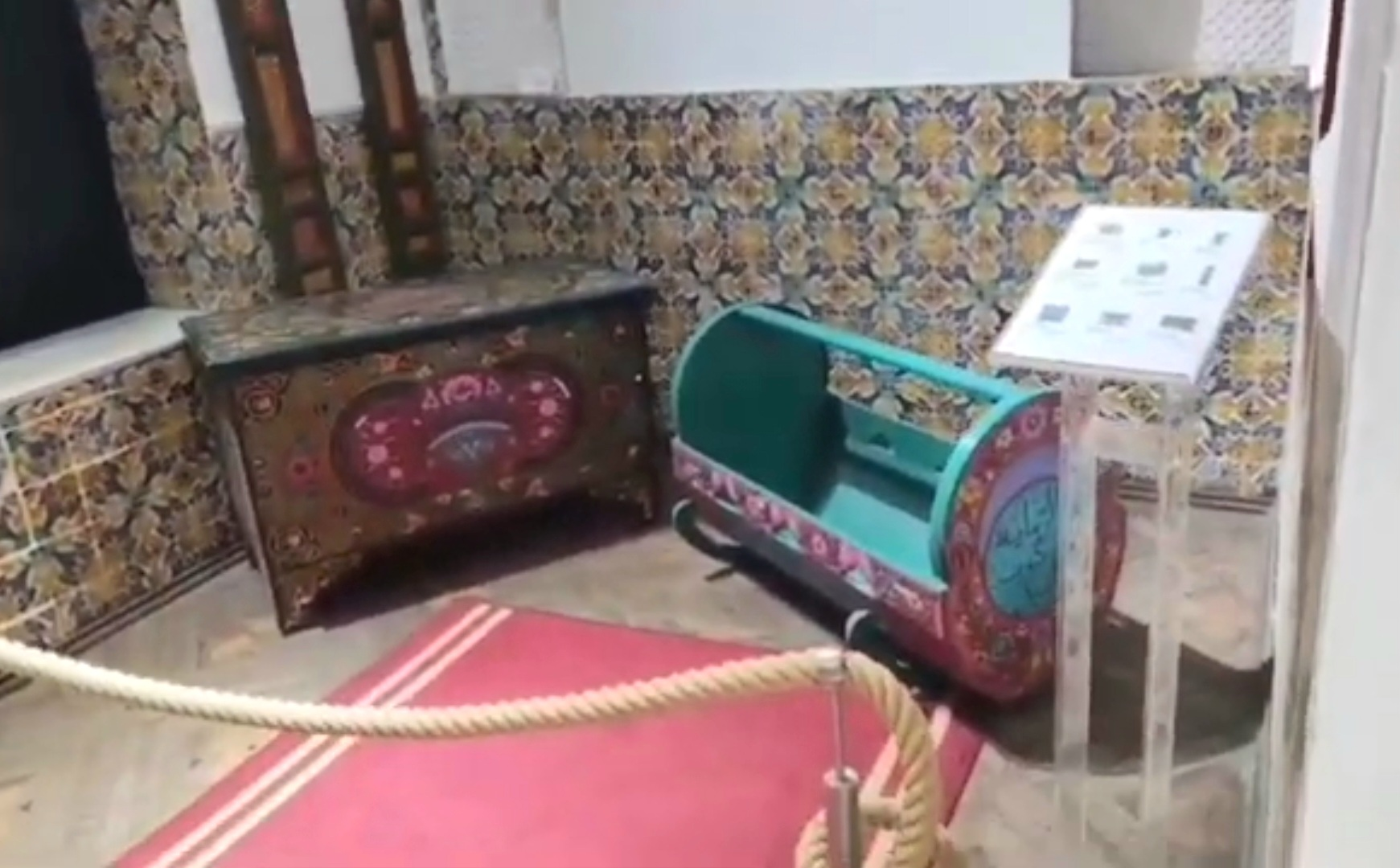
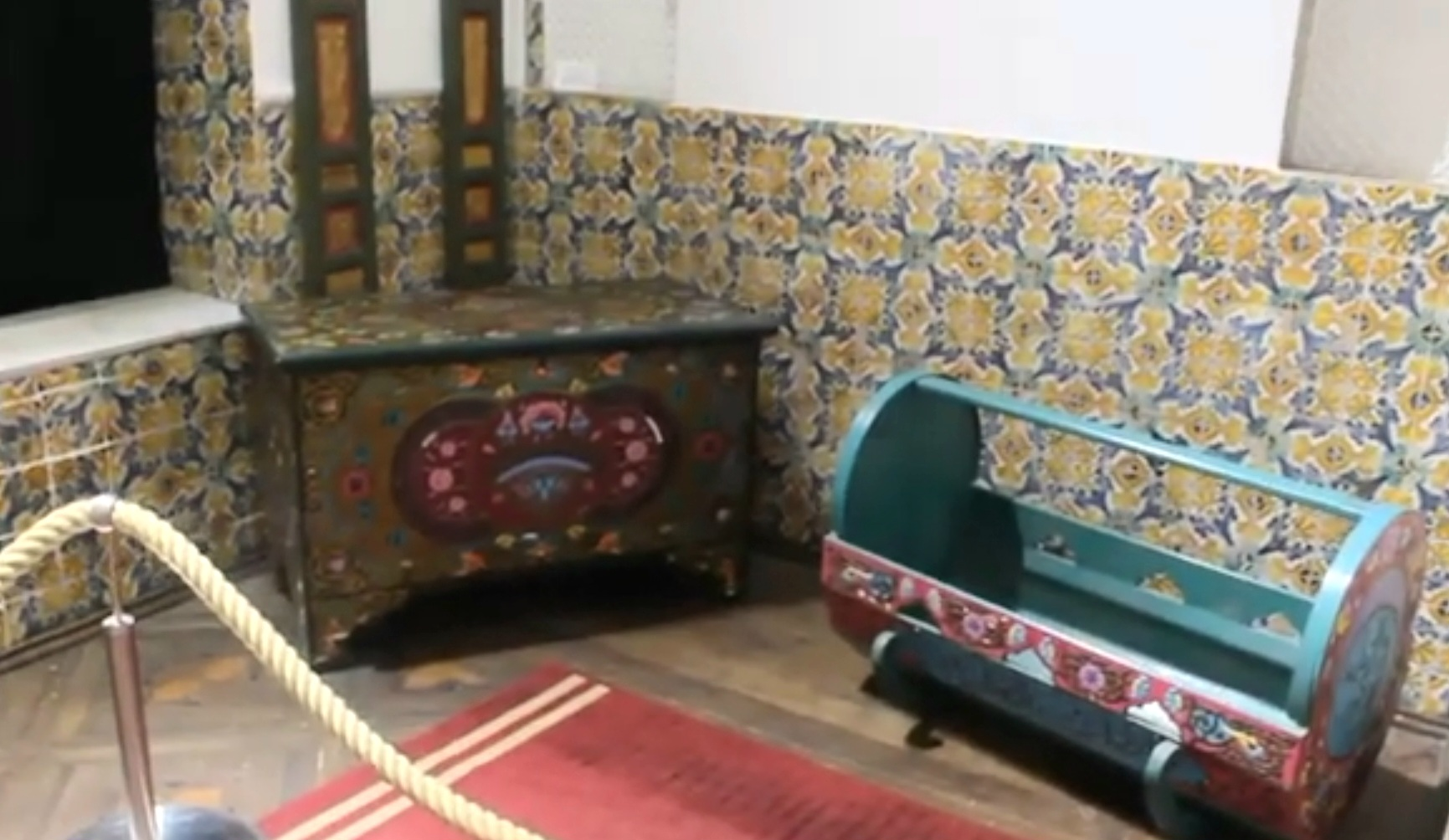
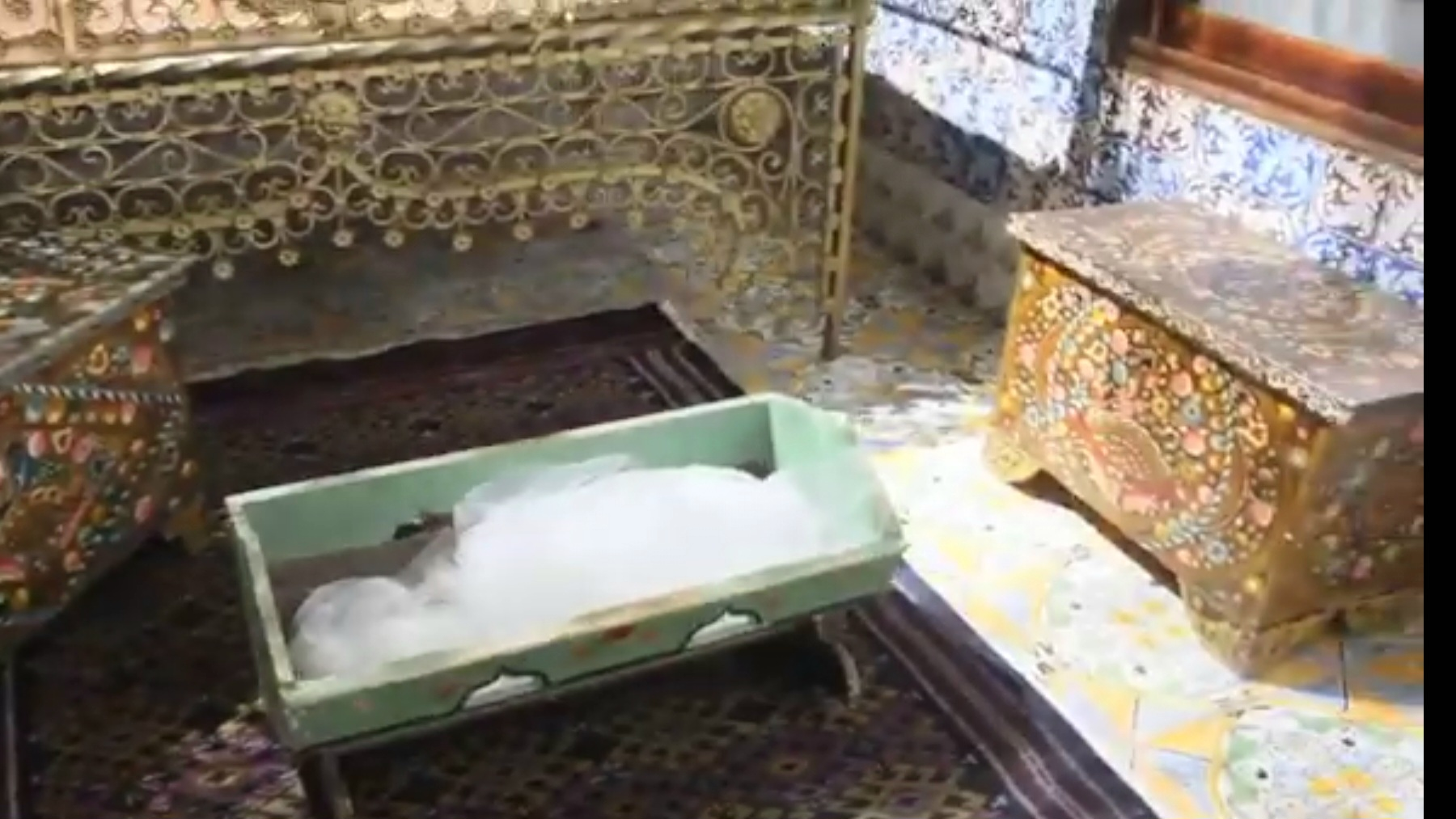
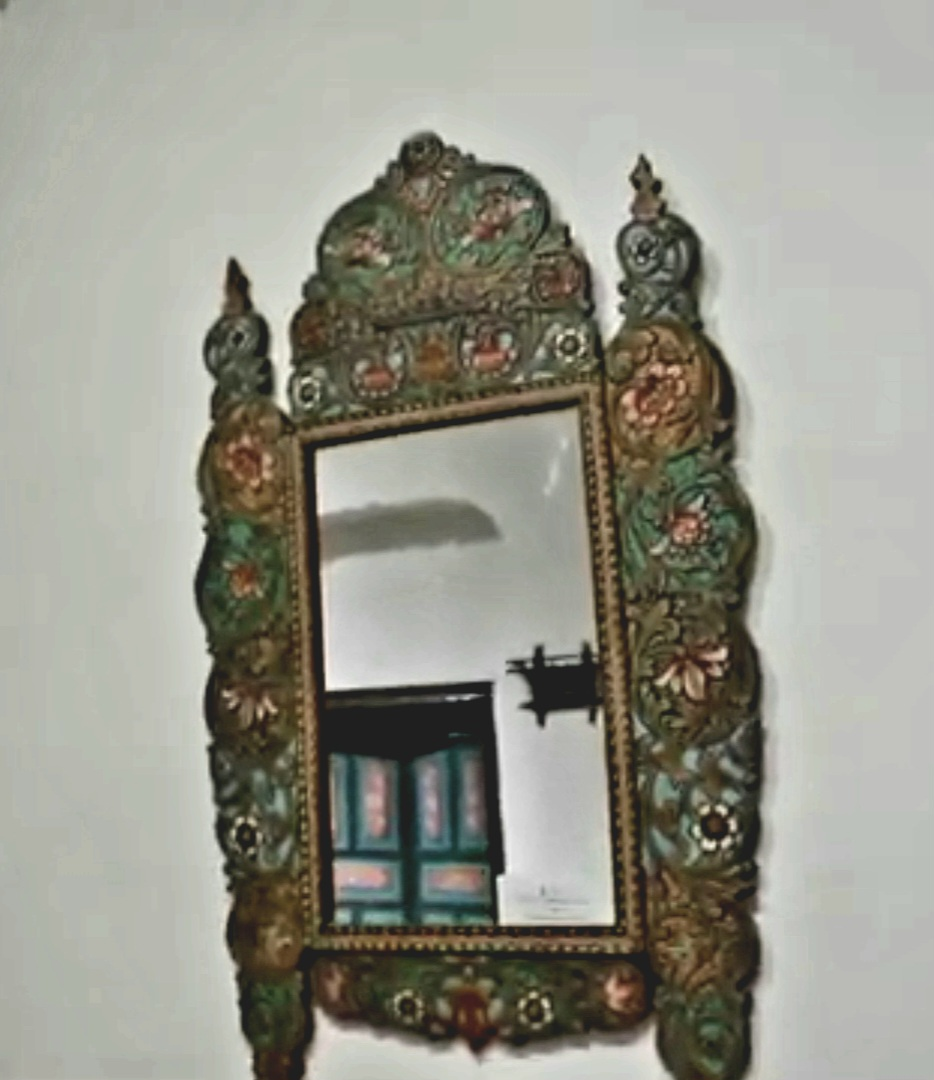
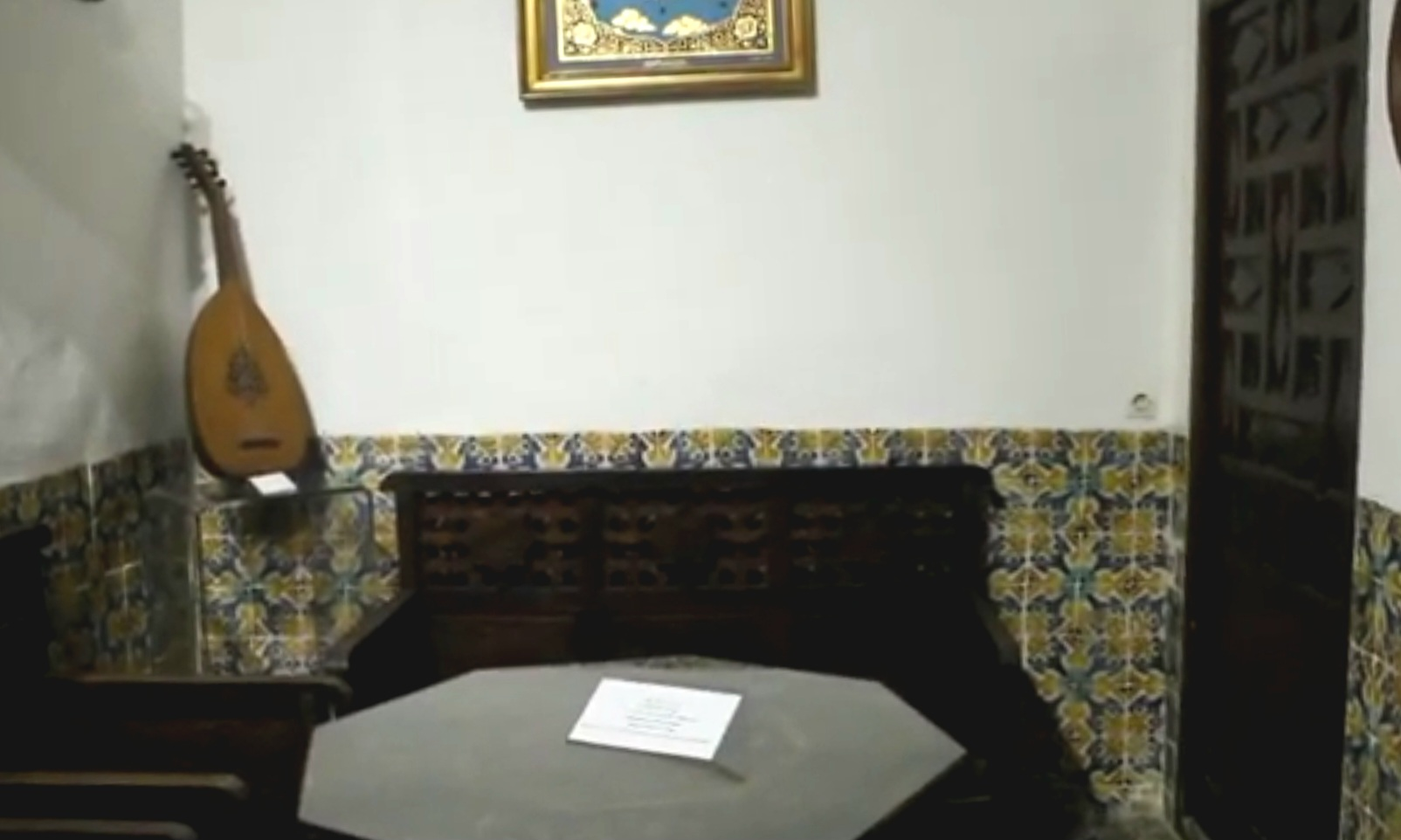
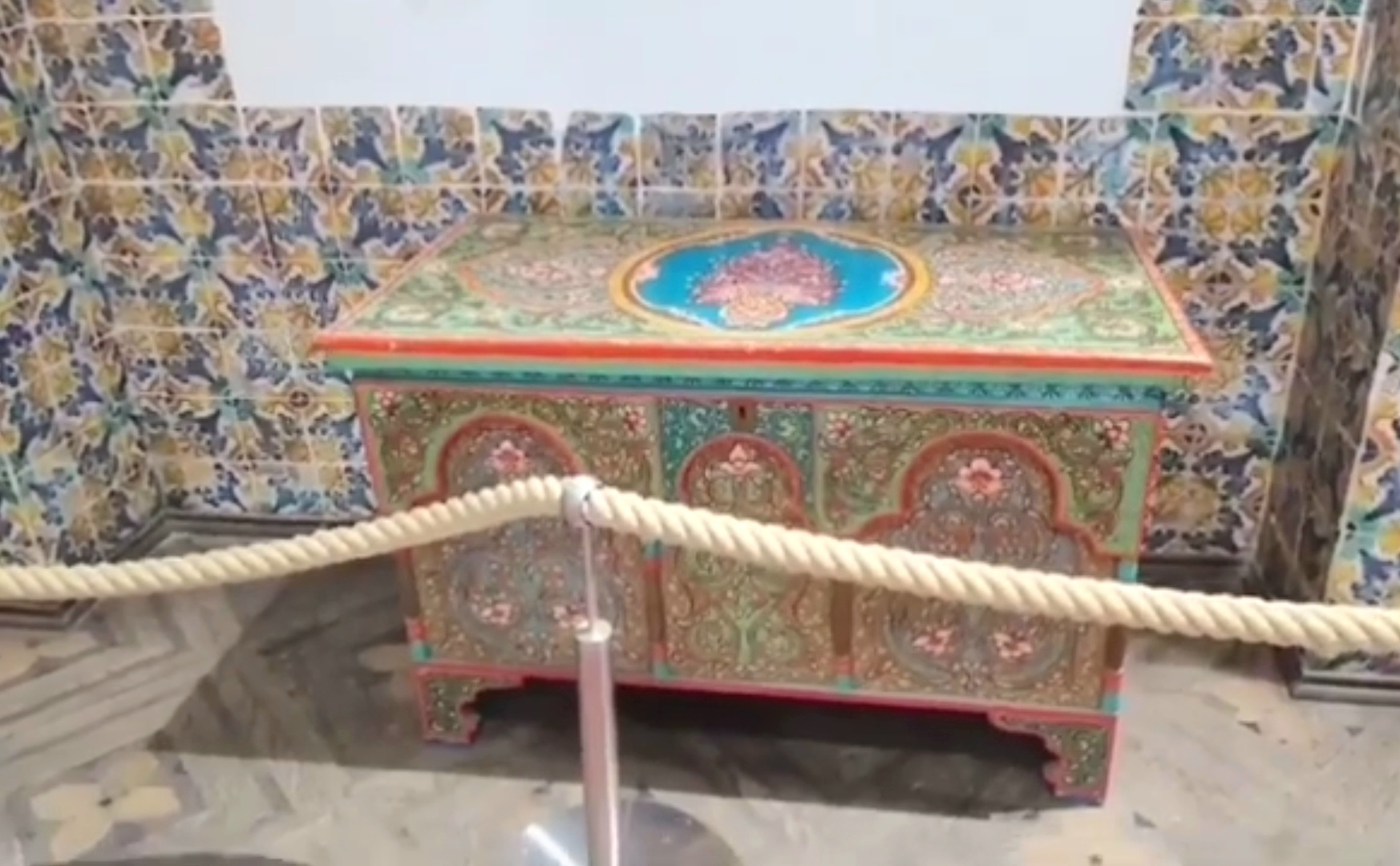
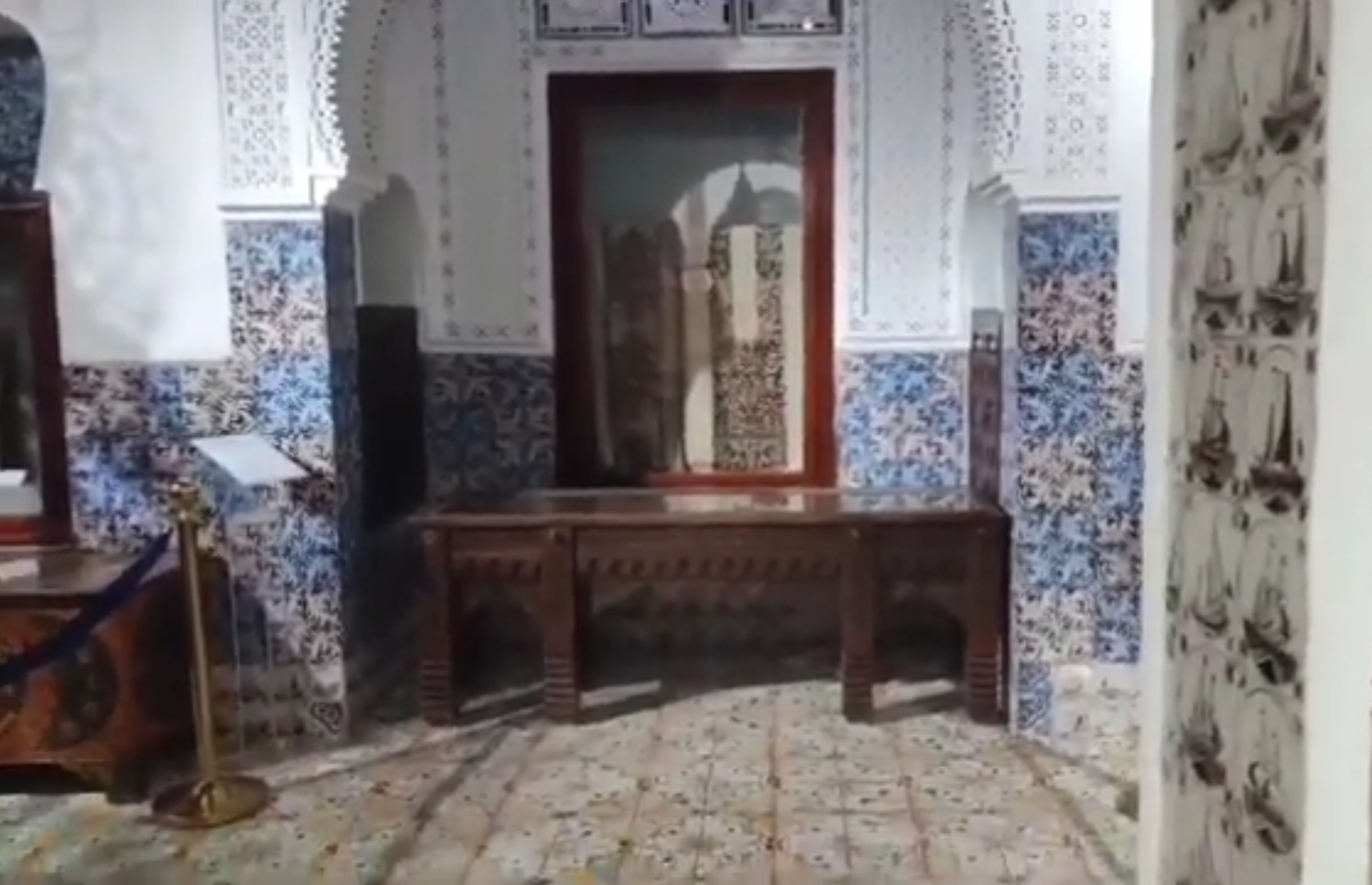
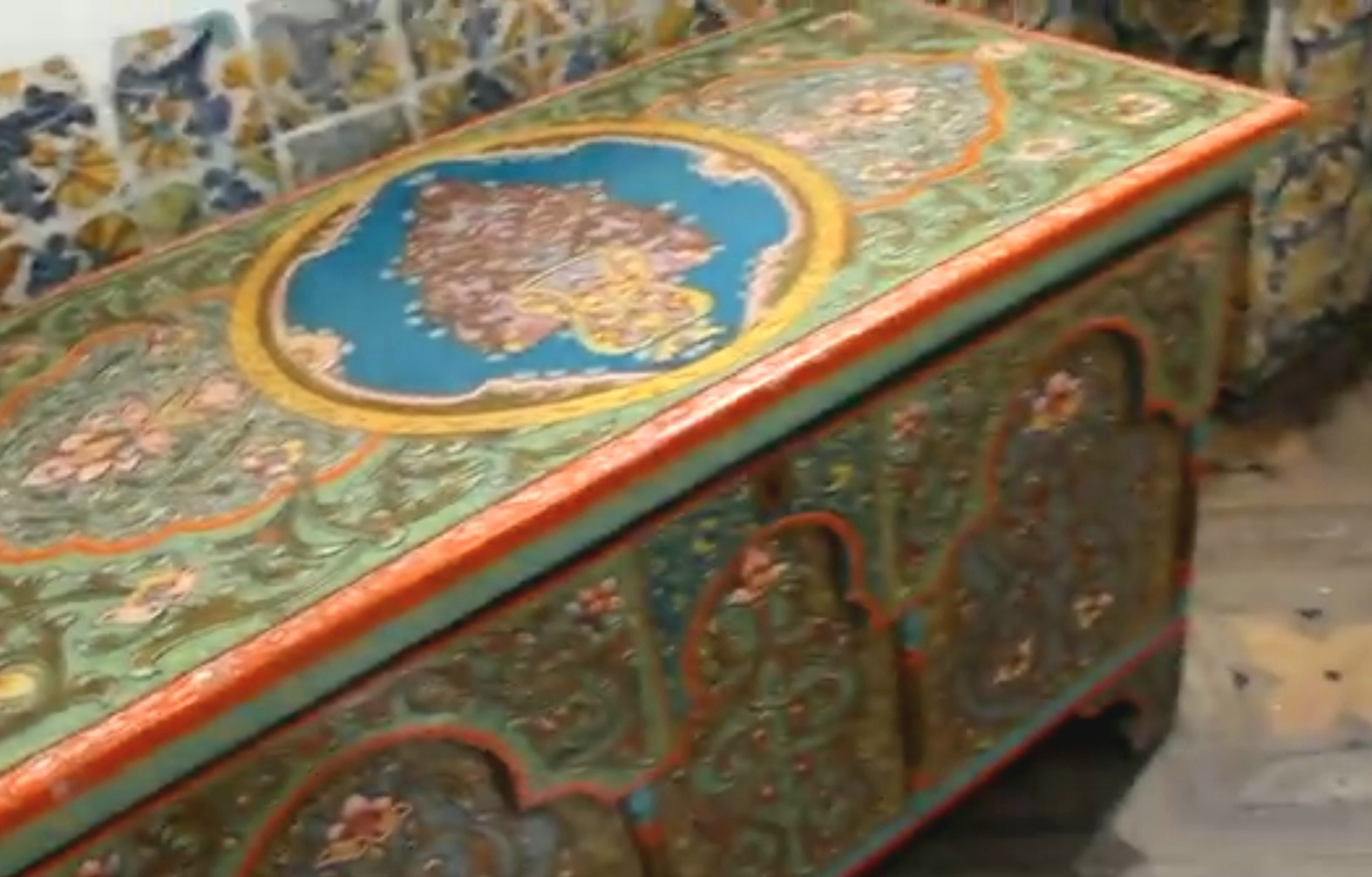
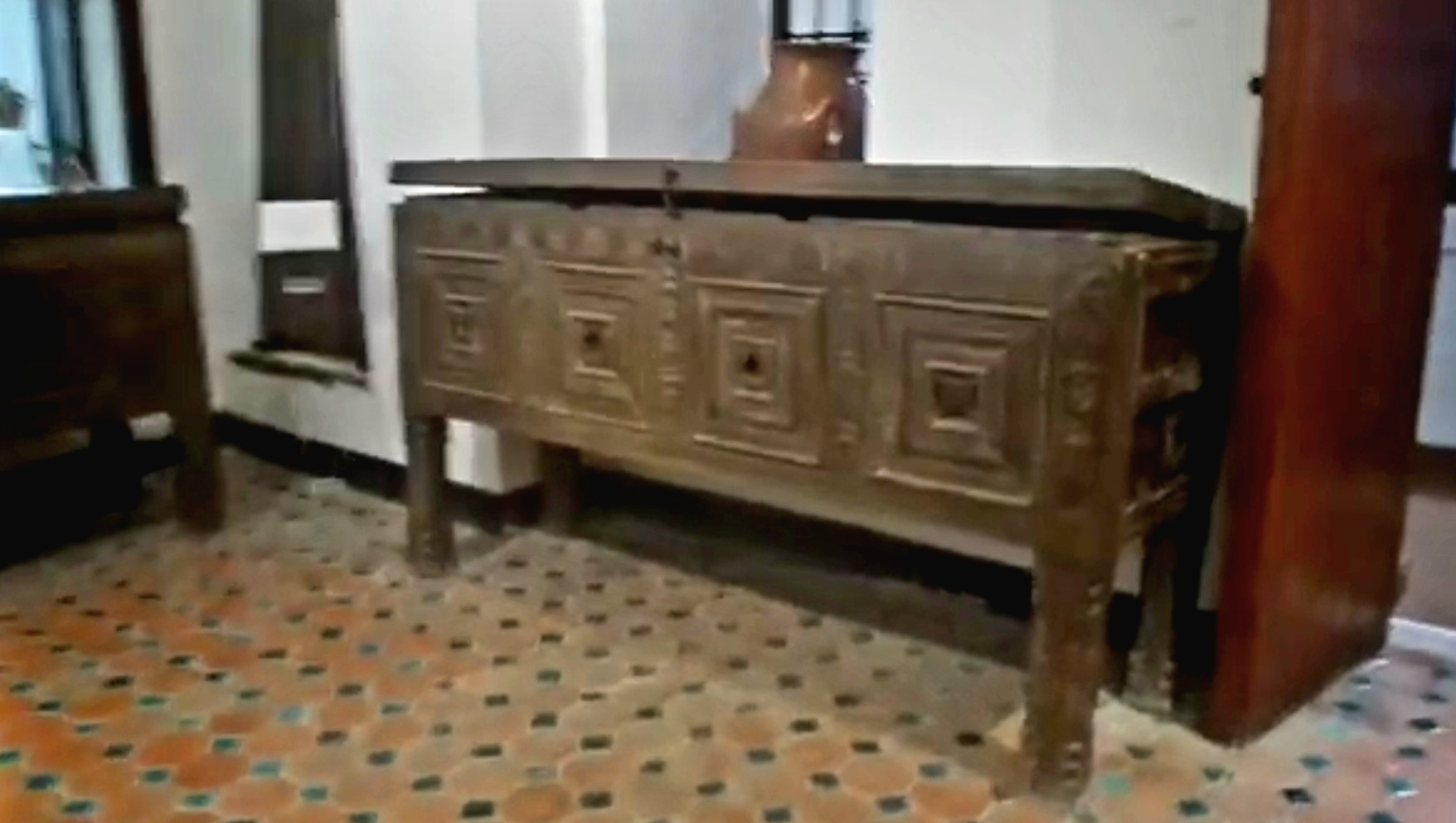
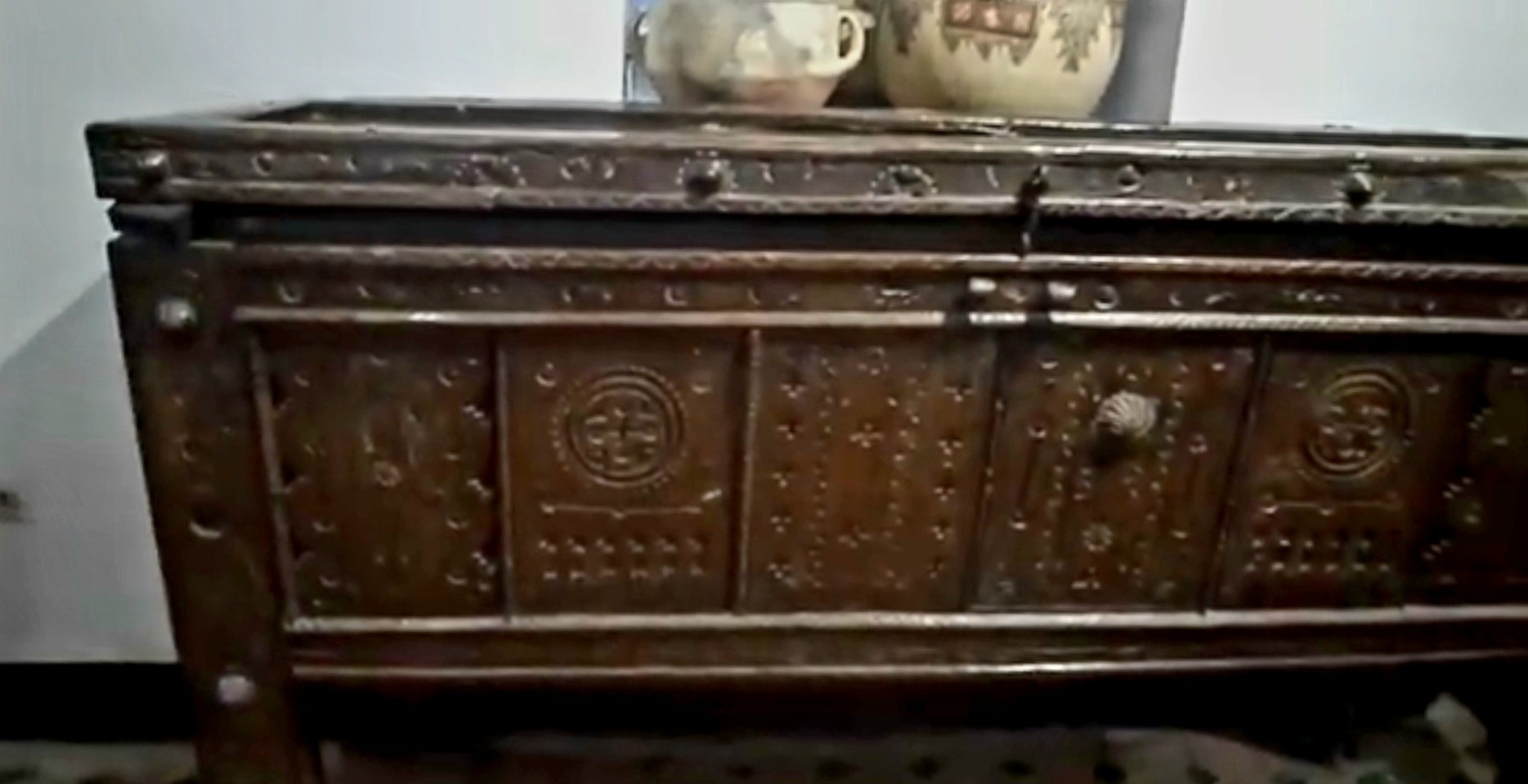
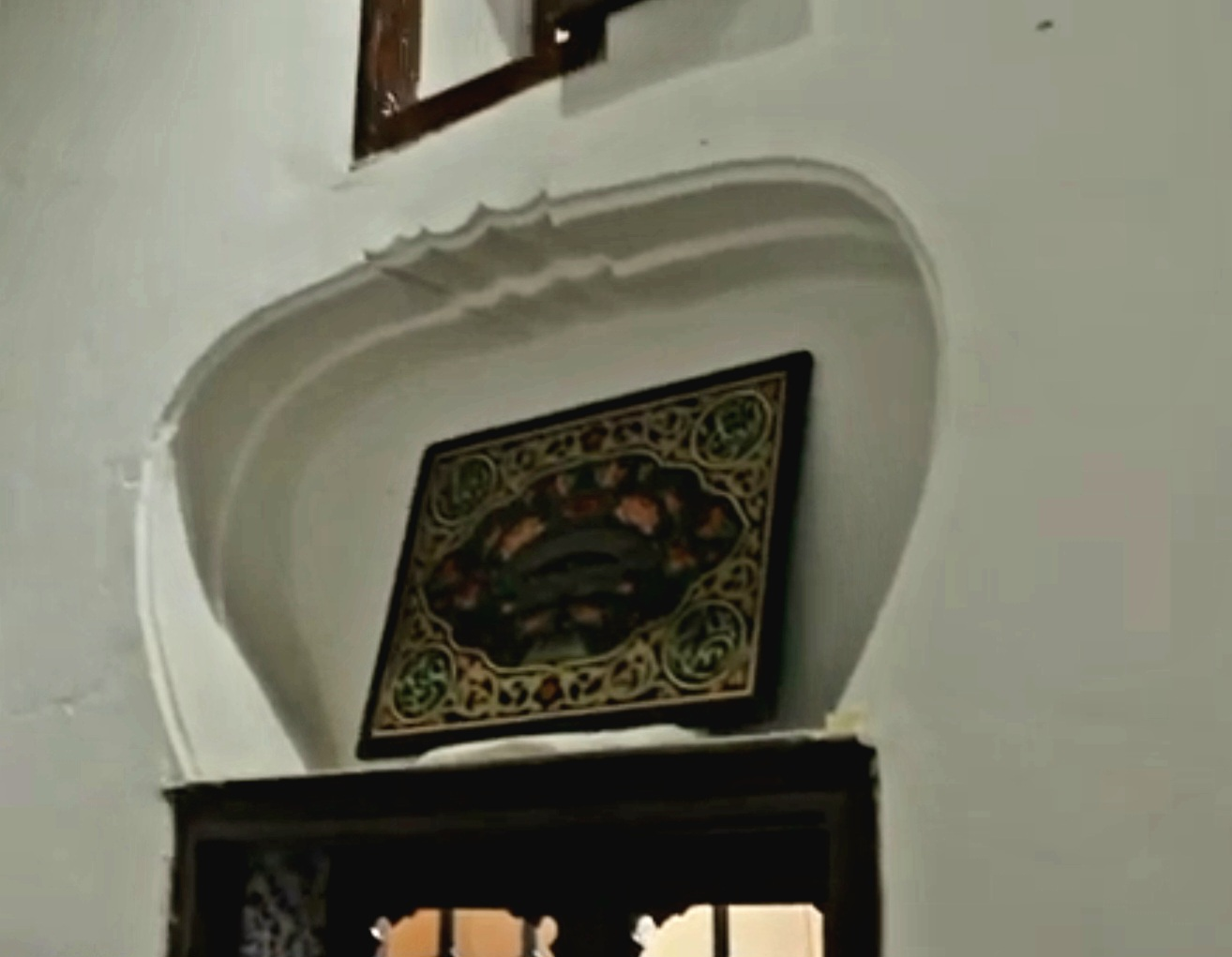
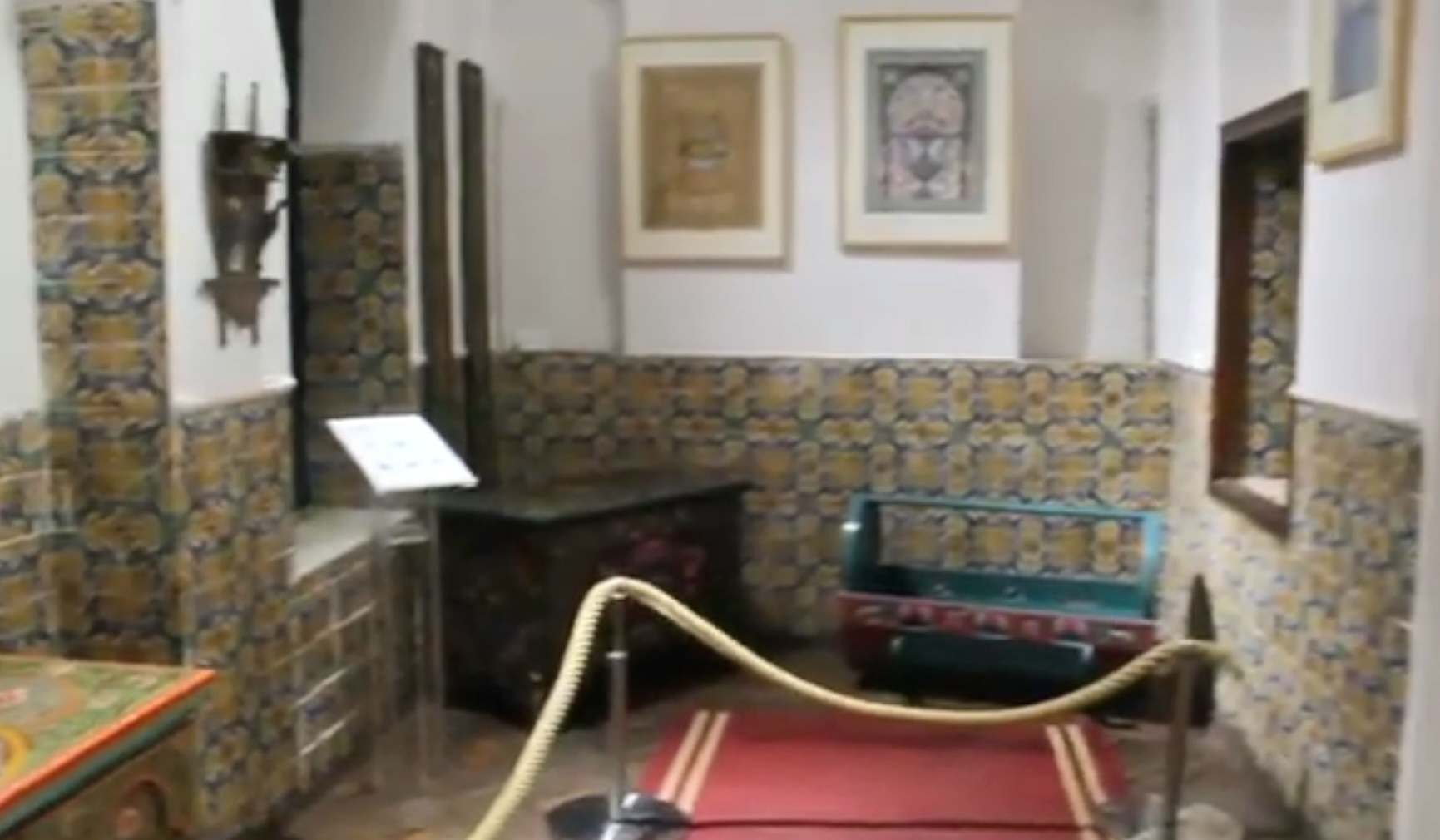
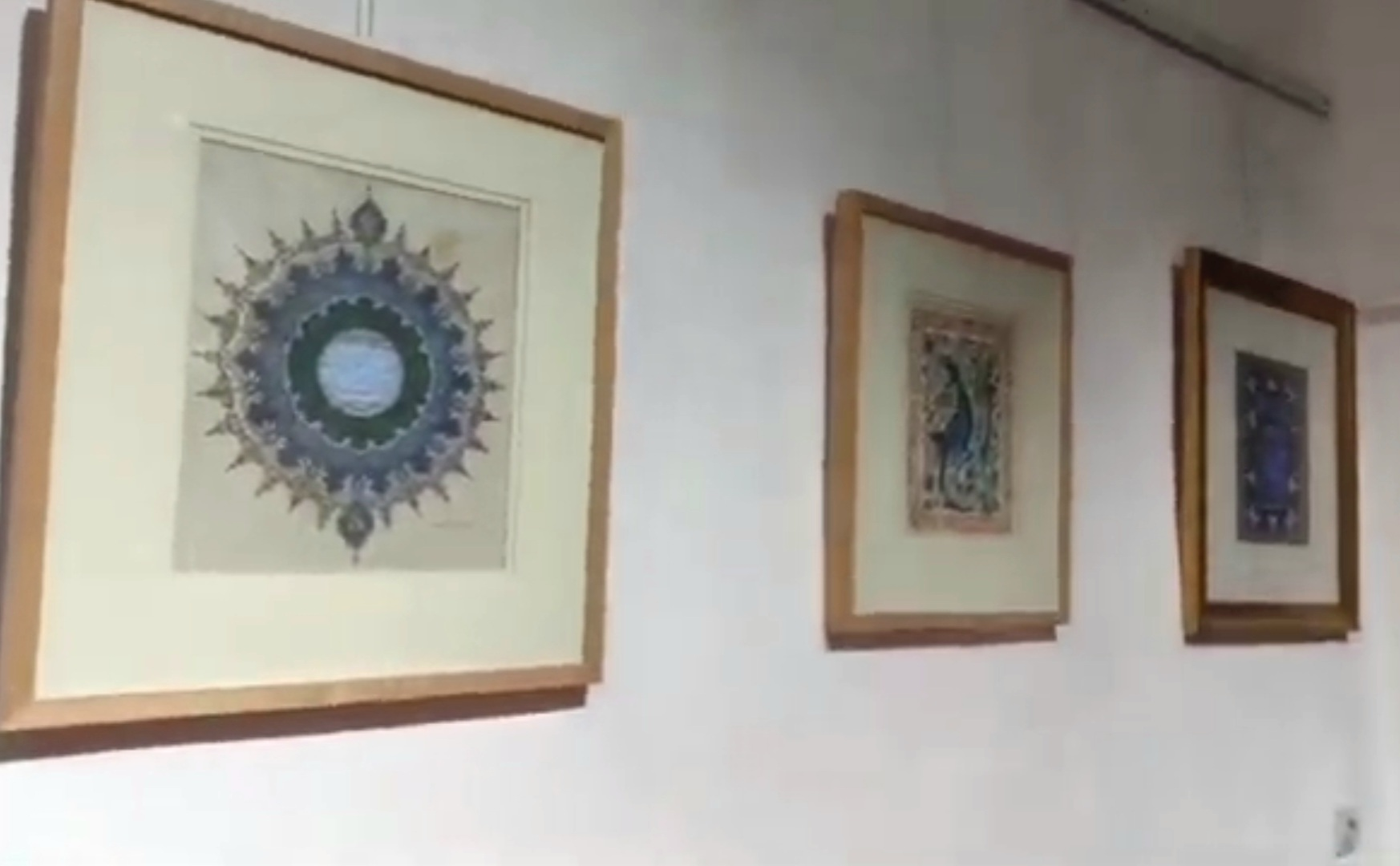